# Володихин, Дмитрий Михайлович
Дми́трий Миха́йлович Володи́хин (род. 1 июня 1969, Москва, СССР) — российский историк, писатель и литературный критик, издатель. Доктор исторических наук, профессор Московского государственного института культуры и исторического факультета МГУ. Известен как автор ряда монографий по истории русского средневековья, более 500 научных и научно-популярных работ, учебных пособий, критических статей, рецензий, а также художественной прозы в жанрах научной фантастики, сакральной фантастики и фэнтези. Считается автором термина «фолк-хистори».

## Биография
Родился в семье офицера пограничных войск СССР и учительницы в Москве. Русский. В 1986 году окончил школу № 39 города Москвы. В 1987—1989 годах (в период отмены предоставления студентам отсрочки от призыва) служил рядовым войск ПВО Группы советских войск в Германии.
В 1986—1993 годах — студент исторического факультета МГУ, позже аспирант МГУ. Специализируется на истории средневековой Руси, архивоведении, палеографии. С 1991 года работает на кафедре источниковедения и историографии МГУ, профессор с 2014 года.
С 1995 года — кандидат исторических наук; защитил диссертацию «Патриарший приказной архив как источник по истории русской книжной культуры XVII в.» (научный руководитель Владимир Плугин; официальные оппоненты Борис Клосс и Николай Борисов). В том же году получил первую премию на конкурсе молодых учёных МГУ за книгу «Борьба за Полоцк между Литвой и Русью в XII—XVI вв.» (М., 1994), написанную совместно с Дмитрием Александровым.
Работал редактором в издательстве «Планета». В 1993—2007 годах — редактор, заместитель главного редактора, исполнительный директор издательства «Аванта+», принимал участие в подготовке выпускаемой последним серии «Энциклопедия для детей» и других изданий, руководитель проектов «Антология мировой детской литературы» и «Антология мировой фантастики». За подготовку «Энциклопедии для детей» был удостоен премии президента РФ в области образования за 2001 год. В 1995—2001 годах вёл ряд учебных курсов в Университете Российской академии образования.
Является заместителем председателя правления Историко-просветительского общества и членом редколлегии альманаха «Историческое обозрение». С 1994 года входит в состав редакционно-издательского совета Института специальных исторических дисциплин РАЕН, член-корреспондент РАЕН. Основатель и главный редактор (1997—2002) журнала «Русское средневековье».
С 1997 по 2009 год возглавлял собственное издательство «Мануфактура». В 2007—2008 годах — редактор отдела культуры в общественно-политическом издании «Политический журналъ». С лета 2008 по март 2012 года — заместитель главного редактора в историко-культурном журнале «Свой» Никиты Михалкова.
В 2011 году защитил докторскую диссертацию «Социальный состав высшего командования вооружённых сил России в 1530—1570-е гг.» (научный консультант Мансур Мухамеджанов; официальные оппоненты Дмитрий Арапов, Виталий Пенской и Галина Талина). В 2011—2013 годах преподавал на литературных курсах Московской городской организации Союза писателей России (группа жанровой романистики). Награждён Макариевской премией за монографию «Пожарский» (2013).
В 2014—2017 годах — советник директора Российского института стратегических исследований. С 17 мая 2017 года по 10 января 2018 года — главный редактор сайта общества «Двуглавый орел».
С 15 октября 2018 года по 1 августа 2021 года — помощник председателя издательского совета Русской православной церкви митрополита Климента.
Член объединённого диссертационного совета Д 999.073.04 по теологии Общецерковной аспирантуры и докторантуры имени святых равноапостольных Кирилла и Мефодия, Православного Свято-Тихоновского гуманитарного университета, Московского государственного университета имени М. В. Ломоносова и Российской академии народного хозяйства и государственной службы.
26 декабря 2019 года включён в состав Межсоборного присутствия Русской православной церкви.
С 15 апреля 2021 года по 2 ноября 2022 года — заведующий кафедрой культурного наследия Московского государственного института культуры.
С 18 октября 2022 года — проректор по научной работе Московского государственного университета технологий и управления (Первый казачий университет). С весны 2023 года — главный редактор университетского научного журнала «Вестник МГУТУ» и заведующий кафедрой истории.
Живёт в Москве. С 2000 года женат на Ирине Станковой. В 2001 году принял православие.

## Общественная деятельность
В 1997 году начал и возглавил борьбу историков с так называемой «новой хронологией» академика-математика Анатолия Фоменко и литературно-публицистических произведений иных представителей жанра фолк-хистори, претендующих на научность, но не являющихся учёными и отрицающих академическую историю.
В рамках кампании в декабре 1999 года организовал на истфаке МГУ посвящённую этому вопросу конференцию, собравшую более 400 ведущих учёных-историков и признанных представителей иных научных дисциплин. Ввёл в научный оборот неологизм «фолк-хистори». Выпустил (в соавторстве) книгу «История России в мелкий горошек», ряд других книг и статей в периодических изданиях, посвящённых жёсткой критике фолк-хистори.
Свои общественно-политические взгляды определяет как государственнические и имперские. В 1999 году стал одним из основателей объединения писателей-фантастов, историков, журналистов и литературных критиков имперско-патриотического направления — литературно-философской группы «Бастион». В её рамках руководил литературным семинаром для начинающих писателей-фантастов «Малый Бастион». Володихин входит в созданный при группе «Бастион» в 2006 году Карамзинский клуб. Был членом историко-культурного общества «Московские древности» с 2009 по 2012 год.
С апреля 2006 года по декабрь 2007 года и с января по декабрь 2009 года — председатель Координационного совета (КС) Лиги консервативной журналистики.
Член Центрального совета движения «Народный собор».
С 6 ноября 2017 года по 5 ноября 2018 года глава Экспертной комиссии Общества развития русского исторического просвещения «Двуглавый орёл». С 5 ноября 2018 года член Совета Общества развития русского исторического просвещения «Двуглавый орёл».

## Литературное творчество
Литературным дебютом стала публикация в «Студенческом меридиане» в 1991 году рассказа «Прорыв». С 1997 года публиковал обзорные статьи и рецензии в еженедельнике «Книжное обозрение». Одновременно писал критические статьи в НФ-журналах «Если», «Мир фантастики», «Звёздная дорога», «Реальность фантастики», «Безымянная звезда», «FANтастика», а также литературных журналах «Знамя», «Москва», «Наш современник» и др. Первое крупное художественное произведение Володихина — повесть «Мы — террористы» (1999), представляющая собой политический боевик с элементами фантастики. Володихин выпустил 14 романов, около 50 рассказов, повестей, сказок. Повести и рассказы Володихина публиковались в авторском сборнике «Созерцатель» (2005).
Член Союза писателей России. Руководитель оргкомитета конвента «Басткон», член оргкомитета конвента «Созвездие Аю-Даг», член оргкомитета «Роскона». Соучредитель премии критиков «Филигрань», член жюри мемориальной премии памяти Кира Булычёва и ряда других премий. Составитель и издатель альманахов «Сакральная фантастика», а также «Мистикон».
За критические и публицистические статьи отмечен премиями «Странник» (2000), журнала «Если» (2002, 2009), премиями фестиваля «Звёздный мост», премиями «Серебряный Роскон» (2003), имени Тита Ливия (Форум альтернативной истории) за роман «Доброволец» (2007). Кавалер «Карамзинского креста» за роман «Доброволец» (2008). В 2001, 2005, 2008 и 2012 году был финалистом Международной литературной премии имени А. и Б. Стругацких.
Со второй половины 2000-х годов стал писать меньше фантастики и большее внимание уделять русской истории. Создал ряд научно-художественных описаний государей, полководцев и святых эпохи Московского государства. Награжден Патриаршей литературной премией имени святых равноапостольных Кирилла и Мефодия с формулировкой «за значительный вклад в развитие русской литературы» (2019).

## Произведения

### Труды по истории
- Книжность и просвещение в Московском государстве XVII в. — М.: Изд-во объединения «Мосгорархив», 1993. — 209 с. — ISBN 5-7228-0003-1.
- Борьба за Полоцк между Литвой и Русью в XII—XVI вв. — М.: ИП «Аванта+», 1994. — 134 с. — ISBN 5-86529-013-4 (в соавт. с Д. Н. Александровым)
- Замечательные российские историки XVIII—XIX веков. Уч. пособие. — М.: Изд-во Рос. открытого ун-та, 1995. — 80 с. — ISBN 5-204-00044-5.
- Состав привилегированного купечества в первой половине XVII в. По материалам росписей гостей, гостиной и сукон. сотен. Справочник. — М.: Мосты, 1996. — 96 с. — ISBN 5-87187-034-1 (в соавт. с Т. Б. Соловьевой)
- «Очень старый академик». Оригинальная философия истории Р. Ю. Виппера. — М.: Изд-во УРАО, 1997. — 98 с. — ISBN 5-204-00110-7.
- История России в мелкий горошек. Сб. статей. — М.: Единство, 1998. — 256 с. — ISBN 5-900032-04-3 (в соавт. с О. Елисеевой и Д. Олейниковым)
- Очерки по истории отечественных архивов. Уч. пособие. — М.: Изд-во УРАО, 1999. — 76 с. — ISBN 5-204-00203-0.
- «Высокомерный странник». Жизнь и философия Константина Леонтьева. Сб. статей. — М.: Мануфактура, 2000. — 190 с. — ISBN 5-93084-012-1.
- Традиция. Сила постоянства (историко-философский феномен Традиции). — М.: Мануфактура, 2004. — 182 с. — (Библиотека «Бастиона»). — ISBN 5-93084-034-2 (в соавт. с С. Алексеевым, К. Бенедиктовым, Н. Иртениной). То же самое с названием «Традиция и Русская цивилизация» (Астрель, серия «Philosophy»), с исправлениями и добавлением приложений.
- История на продажу. Тупики псевдоисторической мысли. Сб. статей. — М.: Вече, 2005. — 320 с. — ISBN 5-9533-0822-1 (в соавт. с Д. Олейниковым и О. Елисеевой)
- Иван Грозный. Бич Божий. — М.: Вече, 2006. — 384 с. — (Устроители Земли Русской). — ISBN 5-9533-1249-0.
- Отечественная история. Уч. пособие. — М.: ФОРУМ; ИНФРА-М, 2006. — 462 с. — ISBN 5-91134-014-3 (в соавторстве с С. Алексеевым и Г. Елисеевым)
- Воеводы Ивана Грозного. Сб. биографических очерков. — М.: Вече, 2009. — (Тайны Земли Русской). — 320 с. — ISBN 978-5-9533-3665-9.
- Митрополит Филипп. — М.: Молодая гвардия, 2009. — 288 с. — (Жизнь замечательных людей). — ISBN 978-5-235-03239-2.
- Опричнина и «псы государевы». — М.: Вече, 2010. — 304 с. — (Тайны Земли Русской). — ISBN 978-5-9533-4336-7.
- Царь Федор Иванович. — М.: Молодая гвардия, 2011. — 256 с. — (Жизнь замечательных людей). — ISBN 978-5-235-03419-8.
- Социальный состав русского воеводского корпуса при Иване IV. — СПб.: Петербургское Востоковедение, 2011. — 300 с. — (Slavica Petropolitana). — ISBN 978-5-85803-431-5.
- Иван Шуйский. — М.: Вече, 2012. — 368 с. — (Великие исторические персоны). — ISBN 978-5-9533-5497-4.
- Малюта Скуратов. — М.: Молодая гвардия, 2012. — 272 с. — (Жизнь замечательных людей. Малая серия). — ISBN 978-5-235-03524-9.
- Пожарский. — М.: Вече, 2012. — 336 с. — (Великие исторические персоны). — ISBN 978-5-9533-6403-4.
- Царь Федор Алексеевич. — М.: Молодая гвардия, 2013. — 272 с. — (Жизнь замечательных людей). — ISBN 978-5-235-03613-0.
- Рюриковичи. — М.: Молодая гвардия, 2013. — 496 с. — (Жизнь замечательных людей). — ISBN 978-5-235-03640-6.
- Московский миф. Сборник вольных эссе. — М.: Вече, 2014. — 352 с. — (Историческая литература). — ISBN 978-5-9533-6693-9.
- Великие люди Русской церкви. Сб. статей. — М.: РИСИ, 2014. — 232 с. — ISBN 978-5-7893-0187-6.
- Патриарх Гермоген. — М.: Молодая гвардия, 2015. — 300 с. — (Жизнь замечательных людей). — ISBN 978-5-235-03765-6.
- Пётр и Феврония. Совершенные супруги. — М.: Молодая гвардия, 2016. — 244 с. — (Жизнь замечательных людей. Малая серия). — ISBN 978-5-235-03865-3 (в соавт. с И. В. Левиной)
- Хранители старины. Древние города России. — М.: Вече, 2016. — 256 с. — (Неведомая Русь). — ISBN 978-5-4444-5024-6 (в соавт. с Н. Иртениной)
- Разгром турецкого флота в Лемносско-Афонской битве 1807 года. — М.: РИСИ, 2016. — 153 с. — ISBN 978-5-7893-0258-3.
- Князь Александр Владимирович Ростовский, воевода Ивана Великого. — М.: Фонд «Русские Витязи», 2017. — 52 с. — (Ратное дело). — ISBN 978-5-990605-0-3.
- Иван IV Грозный: Царь-сирота. — М.: Молодая гвардия, 2018. — 352 с. — 4000 экз. — (Жизнь замечательных людей). — ISBN 978-5-235-04047-2.
- Полководцы Ивана III. — СПб.: Петербургское востоковедение, 2017. — 224 с. — (Slavica Petropolitana). — 1000 экз. — ISBN 978-5-85803-501-5.
- Русский историк Михаил Николаевич Тихомиров. — М.: ИПО «Радетель»; Севастополь: «Шико-Севастополь», 2018. — 148 с. — 1000 экз. — (Великие русские историки. Историографический портрет). — ISBN 978-5-9905867-0-3.
  - Рецензия В. В. Тихонова
- Ремесло историка. Вольные историософские эссе. — М.: Анни Арт центр; ИПО «Радетель», 2018. — 376 с. — 1000 экз. — ISBN 978-5-9905867-2-7.
- Рассказы по истории Отечества. 4 класс: учебное пособие для общеобразовательных организаций. — М.: Просвещение, 2018. — 192 с. — ISBN 978-5906939913 (в соавт. с С. Н. Рудником)
- Историография истории России. Выдающиеся историки XVIII—XX веков. Учебное пособие для академического бакалавриата. — М.: Юрайт, 2018. — 126 с. — (Бакалавр. Академический курс. Модуль). — ISBN 978-5-534-07303-4.
- Владимир Александрович Плугин: ученый, учитель, мыслитель. — М.: ИПО «Радетель»; Севастополь: «Шико-Севастополь», 2018. — 174 с. — 1000 экз. — ISBN 978-5-9905867-8-9 (в соавт. с Г. Р. Наумовой)
- Средневековая Москва. Столица православной цивилизации. — М.: ЗАО «Центрполиграф», 2020. — 222 с — 2000 экз. — (Новейшие исследования по истории России). — ISBN 978-5-227-09090-4.
- Полководцы Московского царства. — М.: Молодая гвардия, 2020. — 352 с. — 3000 экз. — (Жизнь замечательных людей). — ISBN 978-5-235-04368-8.
- Князь Иван Шуйский. Воевода Ивана Грозного. — М.: ЗАО «Центрполиграф», 2020. — 254 с. — 2000 экз. — (Новейшие исследования по истории России). — ISBN 978-5-227-09235-9.
- Блаженный царь Феодор Иоаннович. — М.: Издательство Зачатьевского монастыря, 2021. — 168 с.: ил. — 2000 экз. — ISBN 978-5-905331-33-6.
- Александр Невский: воин, государь, святой. — М.: Издательство Московской патриархии Русской Православной церкви, 2021. — 232 с.: ил. — 2000 экз. — ISBN 978-5-880017-915-2.
- Московское царство: процессы колонизации XV—XVII вв. — М.: ЗАО «Центрполиграф», 2021. — 190 с — 2000 экз. — (Новейшие исследования по истории России). — ISBN 978-5-227-09608-1 (в соавт. с Д. М. Михайловичем)
- Полководцы Святой Руси. — М.: Молодая гвардия, 2022. — 336 с. — 3000 экз. — (Жизнь замечательных людей). — ISBN 978-5-235-04555-2.
- Великое Стояние на Угре в лицах. — Калуга: ИП Ильин А.В., 2022. —  320 с. —  2500 экз. —  ISBN 978-5-6043293-9-9 (в соавт. с Н. Иртениной).

### Проза, публицистика, критика
- Философия абсолютной печали. Сборник эссе. — М.: Восток, 1995.
- Мы — террористы. Повесть. — М.: Мануфактура, 1999.
- Полдень сегодняшней ночи. Роман. — М.: АиФ-принт, 2000.
- Золотое солнце. Роман. — М.: ООО «АСТ», 2002 (в соавторстве с Натальей Мазовой).
- Убить миротворца. Роман и рассказы. — М.: АСТ, 2003.
- Конкистадор. Роман. — М.: ООО «АСТ», 2004.
- Дети Барса. Роман (также выходил под названием «Царь Гильгамеш»). — СПб.: Азбука-классика, 2004.
- Долиной смертной тени. Роман и повесть. — М.: РИПОЛ-классик, 2005.
- Команда бесстрашных бойцов. Роман и повесть. — СПб.: Азбука-классика 2005 (в соавторстве с К. Клёном).
- Созерцатель. Сборник повестей и рассказов. — М.: ООО «АСТ», 2005.
- Доброволец. Роман. — СПб.: Лениздат, 2007.
- Интеллектуальная фантастика. Монография и статьи. — М.: ИПО, 2007.
- Митрополит Филипп. Историческая драма с элементами мистики. — М.: ИПО, 2007.
- Маленькая княгиня. Сборник сказок. — Рига: Снежный ком, 2010.
- Группа эскорта. Роман. — М.: ООО «АСТ», 2011 (в соавторстве с Александром Зоричем).
- Братья Стругацкие. — М.: Молодая гвардия, 2012 («Жизнь замечательных людей») (в соавторстве с Г. М. Прашкевичем).
- Три эссе о Санкт-Петербурге. Сб. — М.: Воздушный транспорт, 2012.
- Мастер побега. Роман. — М.: Астрель, 2012. — Отмечен премией им. А. Грина[15].
- Тихое вторжение. Роман. — М.: Астрель, 2013.
- Поклонение культуре. Статьи о братьях Стругацких. — Севастополь: «Шико-Севастополь», 2014.
- Цветок с Мадагаскара: Сборник сказок. — Севастополь: «Шико-Севастополь», 2014.
- Север. Сказы о Руси. Сборник рассказов. — М.: Снежный Ком, 2017.
- Смертная чаша. Роман. — М.: Вече, 2018. — 384 с. — 1500 экз. — (Россия державная).
- Эллинороссия. Роман. — М.: Снежный Ком, 2019. — 192 c. — (Бастион).
- Агриков меч. Исторические пьесы для русского театра. — М.: Снежный Ком, 2019. — 128 c. — (Бастион).
- Штурм бункера. Роман. — М.: Снежный Ком, 2021. — 292 c. — (Бастион).